# Lance Cade
Lance K. McNaught (* 2. März 1981 in Omaha, Nebraska; † 13. August 2010 in San Antonio, Texas), besser bekannt unter seinem Ringnamen Lance Cade, war ein US-amerikanischer Wrestler. Er war zuletzt bei WWE tätig und dreifacher World Tag Team Champion.

## Karriere

### Anfänge
Lance Cade lernte die Grundlagen des Wrestlings in der Wrestlingschule von Shawn Michaels in San Antonio im Jahre 1999. Danach ging er nach Japan zu Frontier Martial-Arts Wrestling, wo er zusammen mit Bryan Danielson erste Tag-Team-Erfahrungen sammelte, bevor er die Organisation im Februar 2000 wieder verließ. 2001 schloss er einen sogenannten „Entwicklungsvertrag“ mit der WWE ab und verbrachte die nächste Zeit in deren Trainingsligen. In einer dieser Ligen, Ohio Valley Wrestling, sollte er auch bereits ein Team mit seinem zukünftigen Tag-Team-Partner Trevor Rhodes bilden.

### WWE
Im Juni 2003 debütierte Cade in der WWE-Hauptshow RAW als Einzelwrestler Garrison Cade. Kurze Zeit später wurde ihm Mark Jindrak als Tag-Team-Partner zur Seite gestellt und ließ die beiden gegen etablierte Namen um den World Tag Team Champion Titel antreten. Der Gewinn des Titels blieb ihnen verwehrt. Nachdem Jindrak zur Show Smackdown transferiert wurde, löste man das Team auf. Nach belangloseren Matches verletzte sich Cade im Juli 2004 am Bein und musste pausieren.
Nachdem er Anfang 2005 in der Trainingsliga OVW an seiner, nach der Verletzung, fehlenden Form gearbeitet hatte, wurde er am 22. August des Jahres zusammen mit Trevor Rhodes als neues Tag Team mit Südstaaten Gimmick vorgestellt. Die beiden gewannen gleich ihr Debütmatch gegen die damals amtierenden Tag Team Champions und erhielten daher ein Titelmatch. Am 18. September 2005 konnten sie den World Tag Team Champion Titel gewinnen und hielten diesen bis zum 1. November, als Kane und Big Show neue Champions wurden.
Darauf wurde das Team gesplittet und Cade trat häufig bei Heat, der Nebenshow der WWE, gegen Jobber sowie in einigen wenigen Matches bei RAW an. Im Zuge einer Fehde seines ehemaligen Partners mit Gene Snitsky und Goldust wurde das Team 2006 reformiert.
In dem Zusammenhang wurden die beiden nun, diesmal auf Edges Seite, in dessen Fehde mit der D-Generation X involviert.
2007 folgte wieder eine Titelfehde, diesmal gegen die Hardy Boyz. Am 4. Juni des Jahres konnten sie den Tag Team Titel schließlich zum zweiten Mal erringen und ihn bis zum 5. September behalten, als sie ihn bei einer House-Show kurzfristig abgeben mussten, um ihn am 8. September bereits zurückzugewinnen. Am 10. Dezember verloren sie den Titel schließlich gegen Hardcore Holly und Cody Rhodes bei der „15th Anniversary of RAW“-Jubiläumsshow. In der Folgezeit wurde das Team mit Murdoch getrennt und Cade auf eine Einzelkarriere vorbereitet. Danach wurde er von der WWE an der Seite Chris Jerichos auf seine Tauglichkeit für Einzel-Hauptkämpfe getestet.
Am 14. Oktober 2008 wurde er von der WWE entlassen. Grund war ein durch eine Überdosis Schmerzmittel ausgelöster Krampfanfall sowie verschiedene Verhaltensentgleisungen. Seitdem trat er – teils gemeinsam mit Murdock – in kleineren Ligen auf.
Er verstarb am 13. August 2010 im Alter von 29 Jahren an Herzversagen. Cade hinterließ eine Frau und zwei Töchter. Bereits wenige Tage zuvor wurde er wegen Atemproblemen in einem Krankenhaus behandelt, hatte sich jedoch selbst wieder entlassen.

## Erfolge

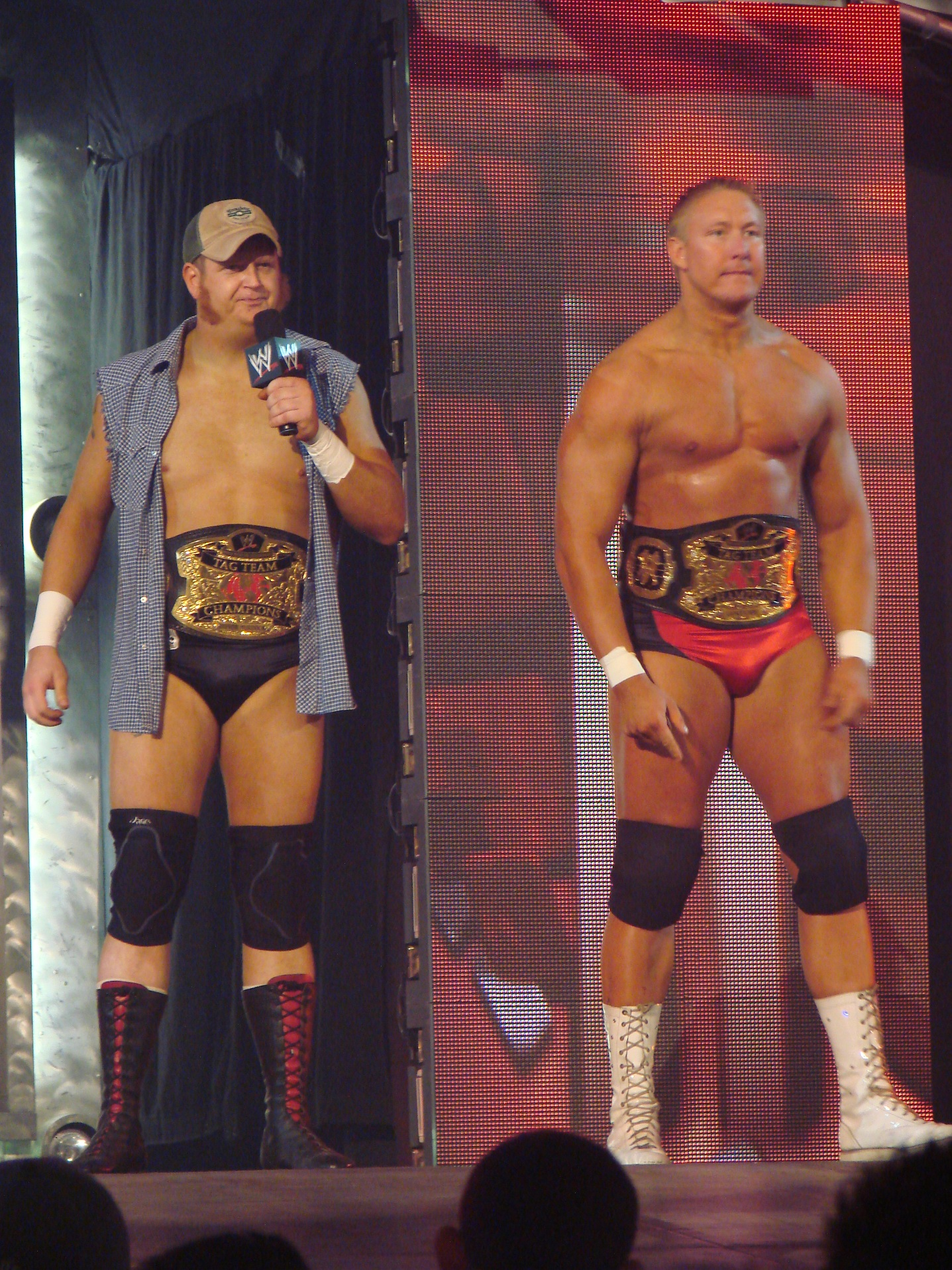
Lance Cade (rechts) mit Trevor Murdoch (links) als World Tag Team Champions.

- World Wrestling Entertainment
3× World Tag Team Champion (mit Trevor Murdoch)
- Heartland Wrestling Association
3× HWA Tag Team Champion (2× mit Steve Bradley, 1× mit Mike Sanders)
2× HWA Heavyweight Champion
- Texas Wrestling Alliance
1× TWA Television Champion